# مقصود بایرامی
مقصود بایرامی (متولد ۲۶ آبان ۱۳۳۸در اردبیل - ۵ آذر ۱۳۷۴ در اردبیل) بازیکن فوتبال ایرانی بود.
در یک خانواده ورزشی و در محله اسلامی اردبیل به دنیا آمد. وی فوتبال را با تیم ملوان که یک تیم محلی در کوچه اسلامی اردبیل بود آغاز کرد و سپس به تیم صفوی پیوست. پس از آن و در سال ۱۳۵۸ به عضویت تیم پاس اردبیل درآمد. وی بعد از درخشش در تیم پاس اردبیل توسط بیوک صباغ، مربی تیم فوتبال آذربایجان شرقی، به تیم منتخب استان دعوت شد و با حضور در این تیم در خط هافبک و در لیگ قدس بازی‌های خوبی را به نمایش گذاشت.
در زمان مربیگری پرویز دهداری در تیم ملی فوتبال ایران،‌ وی به اردوی تیم ملی فوتبال ایران نیز دعوت شد. در جریان مسابقات فوتبال جام فلق به عنوان کاپیتان تیم اردبیل بازی نموده‌است.
او در سال۱۳۶۶ در جریان مسابقات فوتبال جام فجر در شیراز به عنوان چهره استثنایی فوتبال اردبیل معرفی شد و از آنجا به تیم بنیاد شهید تهران رفت و در رقابت‌های باشگاهی تهران به میدان رفت. پ‍س از بازگشت به اردبیل برای تیم‌های شهرداری اردبیل و راه ترابری نیز بازی نمود.
مقصود بایرامی به دلیل ابتلا به بیماری گوارشی در بیست و پنجم آذرماه سال ۱۳۷۴ در اردبیل درگذشت.

## یادواره
هر ساله با توجه به جایگاه مقصود بایرامی در محافل ورزشی اردبیل یادواره به نام او برگزار می‌گردد.